# 萨内姆
萨内姆（法語：Sanem）是卢森堡西南部的一个市镇，属于阿尔泽特河畔埃施县。萨内姆的行政中心及最大的城镇是Belvaux。 

## 萨内姆城堡
萨内姆城堡的历史可以追溯到13世纪。今天的城堡建筑是中世纪的城堡被部分摧毁后于1557年修缮完成的。这座城堡仍然保留着许多原初的特色。

## 姊妹城市
萨内姆与以下城市为友好关系：
- 法國 绍法耶